# Basbousa

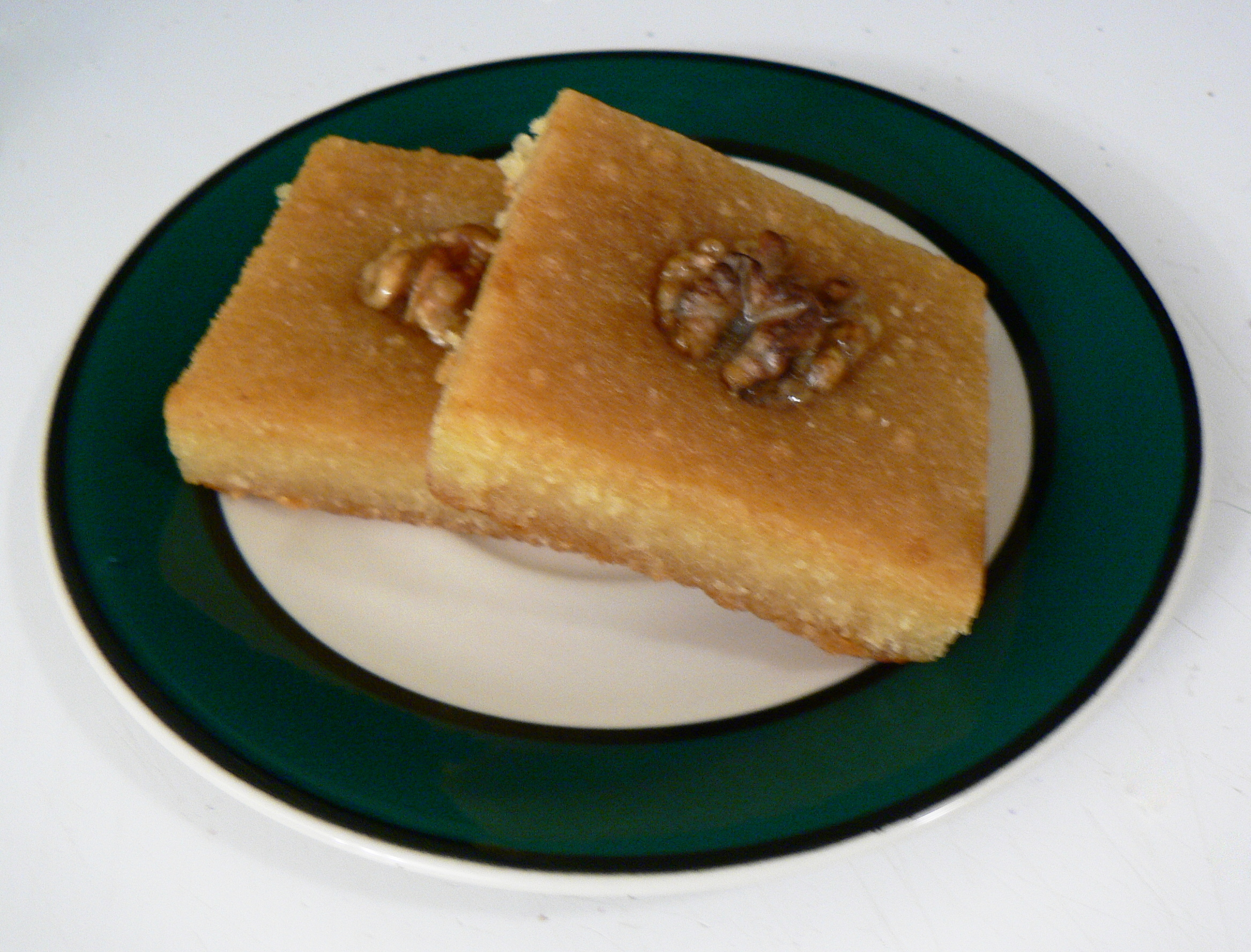
Basbusa ricoperta di noci

La Basbousa, in arabo basbūsah (بسبوسة) o harīsa (هريسة), in armeno shamali (Շամալի), in greco revani (ρεβανί) o rabani (ραβανί), in albanese revani, in turco revani, è una torta dolce tipica del Medio Oriente a base di semolino, ricoperta di sciroppo di zucchero e decorata con una mandorla su ogni fetta.
Una variante molto popolare è fatta con l'aggiunta di farina di cocco o di panna da latte.